# Glødelampe
En glødelampe, glødepære eller i daglig tale pære eller elpære, er en elektrisk modstand, der er designet til at kunne klare høje temperaturer (ca. 2500 °C), og derved afgive lys.
Glødelampen omdanner elektrisk energi til elektromagnetisk energi i form af varmestråling. Den er derfor en transducer. Ca. 3 % af varmestrålingen er synligt lys, mens resten er infrarød stråling. Den lave udnyttelse af energien til fremstilling af synligt lys er årsagen til, at glødelampen i dag ofte erstattes af sparepærer som fx LED-lamper og kompaktlysstofrør, der har højere virkningsgrad.
Glødetråden er lavet af et stof, som er elektrisk ledende, og som kan tåle høje temperaturer; f.eks. grundstoffet wolfram (eng. tungsten). Glødetråden er indesluttet i en glaskolbe, der er pumpet delvis lufttom og fyldt med en inert gasart som f.eks. argon.

## Tidlige elektriske lysgivere
Elektrisk belysning var kendt før glødelampen, men det var den skærende lysbuelampe, der tillige var besværlig at have med at gøre, da dens kulelektroder gradvis blev ædt op af lysbuen.

## Historisk
Glødelampen blev udviklet af flere opfindere i sidste halvdel af 1800-tallet, hvor det store problem var glødetrådens levetid. Man startede med at anvende forskellige former for kultråde, og forsøgte at udpumpe glaskolben til vacuum, men havde på det tidspunkt ret ineffektive vakuumpumper. Et tidligere patent blev opkøbt af Joseph Swan og forbedret, så glødelampen fik en betydelig længere levetid ved at anvende metaltråde. Imidlertid afsatte kombinationen af tilbageværende gas og lysende metaltråd langsomt en mængde metaldamp på indersiden af kolben, hvilket afkortede lampens levetid.
Denne metalbelægning ses også af og til på lidt ældre (afbrændte) lavvolt-pærer.
Han benyttede derfor i en senere, mere effektiv glødelampe det faktum, at cellulose og en mere effektiv udpumpning gav en langt længere levetid. 

### Før 1850
Glødepæren blev første gang set i begyndelsen af det 19. århundrede. På det tidspunkt blev boliger oplyst ved hjælp af tællelys, petroleumslamper, stearinlys, åbne ildsteder osv. Til de større rum, fx teatersale, brugte man lysbuelamper og gaslamper. Problemet med den slags belysning var, at der var en stor brandfare, og at de lugtede og sodede. Det skulle vise sig, at i dette århundrede ville det blive et kapløb om at komme frem med den første anvendelige glødepære. Det var et århundrede med mange videnskabsfolk, som forskede i dette felt, så her er der dog kun fokus på nogle få, men vigtige af dem. 
I 1802 blev den første glødepære lavet af den britiske forsker Humphry Davy. Han havde sat strøm gennem en tynd strimmel af platin. Han brugte platin, fordi man vidste, at dette stof havde et højt smeltepunkt. Problemet med Humphry Davys glødepære var, at den gav for lidt lys, og den brændte hurtigt over. Humphry Davy vurderede derfor, at hans glødepære ikke var praktisk. I 1809 skabte han den første buelampe, som var to kulstænger, der var forbundet med et 2000 cellet batteri. Buelampen var færdig i 1810. Buelampen blev først solgt den 5. oktober 1810[kilde mangler].
I 1840 forsøgte den britiske videnskabsmand Warren de la Rue at lave en glødepære med vakuum. Warren de la Rue havde taget en glødetråd af platin og placeret den i vakuum. I vakuum vil der være færre gasmolekyler, der kan reagere med platin. På den måde kan man få platintråden til at holde i længere tid. Problemet med hans glødepære var, at selvom glødepæren kunne brænde i længere tid, var det ikke nok til, at det var effektivt.
I 1845 prøvede den amerikanske forsker John W. Starr, at lave en glødetråd, der indeholdt carbon (kulstof) og platin. John W. Starr døde kort tid efter sin opdagelse; den kom derfor aldrig i produktion.

### 1850 – 1880
| Citat       | Jeg forventer at gøre en lille opfindelse hver tiende dag, og en stor hver sjette måned eller deromkring. | Citat |
| Edison 1876 | |       |

I september 1878 besluttede Thomas Alva Edison sig for at lave en elektrisk lyskilde, der kunne bruges overalt. Han vidste efter kort tid, at han havde fat i noget stort. Det var en stor nyhed, der blev bragt i nyhederne, at Edison ville skabe billigt lys ved hjælp af elektricitet. Han startede med at lave en dynamo, der skulle kunne levere strøm til hele Manhattan, samt med at lægge kabler i jorden. På den måde kom glødepæren til at spille en central rolle i den moderne verden. 
Som det fremgår af Menlo Parks (det var Edison opfinderhold) laboratorie-dagbog, kom glødepæren i de første mange måneder aldrig til at fungere ordentligt. Glødepæren passede heller ikke ind i det elektriske system, som Edison havde forestillet sig. Men på trods af alle disse udfordringer var han meget optimistisk. Den 13. september samme år fik han telegram fra flere pengemænd i Wall Street, og efter nogle forhandlinger fik Edison i oktober 1878 en kapital på 300.000 dollars. Men der gik ikke lang tid, før de første problemer opstod. Der var nogle af investorerne, der ikke havde tiltro til ham. De troede ikke på at det ville gå hurtigt nok. For mens Edison ville havde arbejdsro og flere penge, så ønskede investorerne at se hurtige resultater.
Da Edison havde fået styr på det økonomiske, valgte han at udbygge sit laboratorium, og fik ansat en række nye medarbejdere (heriblandt Francis Upton og Hermann von Helmholtz). Det er også nu han for alvor kan begynde at arbejde. Men der var nogle store problemer med glødepæren. Den brændte tråden over i løbet af kort tid (glødetråden oxiderer hurtigt ved en høj temperatur), selvom den blev forsynet med den ene eller den anden reguleringsmekanisme. Edison prøvede at nedsætte oxidationen ved at anbringe glødetråden i en glasbeholder. I den glasbeholder skulle alt luften pumpes ud. For at dette skulle kunne lade sig gøre, måtte Edison ansætte professionelle glaspustere til at fremstille glasbeholderen. Han blev også nødt til at investere i den bedste vakuumpumpe, samt folk, der kunne betjene maskinen. Det var nødvendigt, da der skulle være et lavt tryk i glasbeholderen (de prøvede at fremstille pæren med et meget lavt tryk, blot en milliontedel af en atmosfære). En anden gruppe af medarbejdere fik til opgave at undersøge forskellige materialers evner som glødetråd i vakuum. Edison arbejdede selv på reguleringsmekanismen, som han mente var nødvendig. 
Efter et lille års tid var det lykkedes for den gruppe, der skulle undersøge glødetråden i vakuum, at fremstille en brugbar elektrisk pære. Denne nyhed kom frem i oktober 1879. Edison havde nu opgivet at fremstille den komplicerede reguleringsmekanisme. Han valgte nu at koncentrere sig om at fremstille en holdbar spiralformet glødetråd. Men der var to problemer med den nye glødepære; den havde en levetid på ca. en time, og det andet problem var, at glødetrådens modstand kun kunne måles til 1 ohm. I forhold til de udregninger Edison og Upton havde lavet, skulle modstanden være på mindst 100 ohm, før det elektriske belysningssystem kunne installeres i de mange hjem.
Man ved ikke hvorfor opfinderholdet Menlo Park begyndte at eksperimentere med tråde af kulstof, idet kulstof har et meget højt smeltepunkt (ca. 3300 grader), når platin har et smeltepunkt på ca. 1700 grader. Opfinderholdet Menlo Park havde en gang prøvet med kulstof, det var dog uden vakuum. Den 18. oktober lavede de den første spiralformede glødetråd. Ved at bruge en spiralformet glødetråd i vakuum, var det nu muligt, at få den til at holde i 13 timer. De følgende dage blev resultatet bedre og bedre, 21. december 1879 kunne New York Herald bringe nyheden (med overskriften ”EDISONS LYS”) om den store opfindelse af brugbare elektriske glødelamper.
Edison udtog adskillige patenter på glødelamper, hvor han primært fokuserede på anvendelse af kultråde. En dag på en fisketur så Edison ved et tilfælde på sin fiskestang, der var lavet af bambus, og var splittet til fibre af slid. Han forstod pludselig, at dette materiale måtte have en effektiv elektrisk modstand, samtidig med at det var et meget holdbart materiale. Han udtog derfor patent på en glødelampe med bambusfibre, og det blev en stor kommerciel succes. Han var den første amerikaner, der indlagde elektricitet i en lille bydel (på Manhattan i New York) med gadelygter og tilhørende elværk.

### Efter 1880
I 1872 havde den russiske Alexander Lodygin opfundet en glødepære. Han tog patent på den i 1874. Alexander Lodygin havde to kulstænger, men han havde ikke vakuum i glaskolben. Alexander Lodygin havde fyldt kolben med nitrogen. Den viste sig at det lykkedes at lave lys. Alexander Lodygin flyttede senere til USA, hvor han ændrede navn til Alexander de Lodyguine. Senere søgte han patent på en glødelampe med wolfram. Det lykkedes 19. januar 1897. (Wolfram forlænger levetiden på glødetråden). 
I 1893 lavede Heinrich Göbel, der gik under navnet Henry Goebel, en glødepære, hvor han havde brugt forkullet bambus med en tynd Carbon-filament. På den måde fik han en glødepære med høj modstand. Det resulterede i at der opstod en retssag, da Heinrich Göbels glødepære mindede for meget om den glødepære Edison havde lavet. Heinrich Göbel tabte sagen. 
I dag fremstilles der glødepærer i mange varianter, de fås i forskellige størrelser og former, samt til forskellig spændinger og effekter. (De går fra 1 til flere hundred volt samt få milliwatt til flere kilowatt). Men glødepæren har stadig de samme problemer; lav virkningsgrad og begrænset holdbarhed.

## Glødepærens betydning
Glødepæren er en af de vigtigste opfindelser for det moderne samfund, vi lever i i dag. Hvis glødepæren ikke var blevet opfundet, ville der ikke være ført strømkabler ud til bolig- og industriområder så tidligt (men måske på et senere tidspunkt). Ud fra det samfund vi lever i og kender, er elektriciteten en vigtig del af vores levemåde. 
Hvis glødepæren ikke var blevet opfundet, eller var et projekt, man ikke havde set nogen mening i, så ville damp-maskinen muligvis have været det, der holdt vores samfund i gang. Det kan være svært at forstille sig en industriel revolution uden elektriciteten, eller hvor langt vi var kommet teknologisk. 
Glødepæren, eller nærmere elektriciteten, har spillet en stor rolle for byerne og landdistrikterne. Med glødepæren gav det mulighed for at arbejde i længere tid af døgnet. Da det var svært at arbejde, når det var mørkt inde i byerne, betød det, at der så småt begyndte at komme lygtepæle rundt i gaderne. Så med denne konstante lyskilde gav det nye muligheder for at udnytte døgnets timer bedre, og udføre arbejde, som kræver godt lys.

## Virkningen

### Konstruktion
En glødepære består af forskellige dele,som det ses på figuren. Alle disse dele har hver deres funktion.
- Glaskolben (1), hvis funktion er at holde på den vacuum/gas, der beskytter glødetråden, samt beskytte glødetråden mod mekanisk overlast. Denne kolbe har ofte form som frugten pære.

- Gasfyldningen (2), hvis funktion er at begrænse den kemiske reaktion, der sker, når glødetråden bliver varm. På den måde er gasfyldningen med til at forlænge levetiden på glødetråden.

- Glødetråden (3) er en modstand, der bliver meget varm, hvilket får den til at udsende lys og varme. Glødetråden er normalt lavet af wolfram viklet i en dobbelt-spiral, der har et højt smeltepunkt og kun oxiderer lidt.

- Tilledninger (4 + 5) er de ledninger, der forsyner glødetråden med strøm, så den kan lyse.

- Bæretråde (6) der skal holde glødetråden på plads.

- Sikring er et svagt punkt i glødepærens system. Sikringen har den funktion at sikre mod, at isoleringen i glødepæren bliver for varm. Brænder den over på den måde, så stopper det elektriske system, før det går galt.

- Kittet (10) er en masse, der holder glaskolbe og sokkel sammen.

- Sokkel/kontakt (9 + 11) holder enheden i en tilsvarende holder / fatning, og forsyner herigennem glødetråden med strøm.

### Glødepærens virkemåde
En glødepære virker ved, at glødetråden, som er en elektrisk modstand, bliver meget varm. Når glødetråden bliver varm, skyldes det den elektriske modstand, der er i glødetråden. Når den er blevet varm, vil wolframatomerne lave nogle kraftige svingninger. Disse svingninger forekommer i form af varmestråling og lys. Denne lys- og varmestråling kommer fra frie elektroner.
For at glødetråden ikke brænder over, er den placeret i en kolbe med ædelgas. Ædelgassen er med til at forhindre fordampningen fra den varme wolframtråd. På den måde kan man få glødetråden til at vare i længere tid.

## Sokkeltyper
Glødetrådens to elektriske ender føres ud gennem glaskolben til dens sokkel, der passer i en tilhørende fatning. Disse kan udformes på mange måder:
- bajonetfatning bruges for at sikre lampen mod selv at skrue sig løs ved rystelser, tallet angiver soklens diameter i mm:
  - BA9 små pærer i bl.a. biler (4-5 watt)
  - BA15 større pærer i bl.a. biler (10-21 watt)
  - BA15d større pærer i bl.a. biler (2 x 10-21 watt) 'd' for dobbelt bundkontakt (kombineret bag- og stoplys)
  - BA22d stor almindelig 230 volt pære med bajonetsokkel m 2 bundkontakter. De blev brugt til bl.a. trappeopgange, da de ikke kan bruges i almindelige E-gevind-fatninger.

- gevindfatning Her anvendes Edison-gevind også kaldet Edison-sokkel, tallet angiver soklens diameter i mm:
  - E10-gevind (mignonfatning) anvendes i lommelygter og cykellygter
  - E14-gevind almindelig 'lille' fatning til brug i hjemmet (230 volt)
  - E26-gevind sjældent anvendt i Danmark
  - E27-gevind almindelig 'stor' fatning til brug i hjemmet (230 volt)
  - E40-gevind (Goliatfatning) til ekstra store effekter (vejbelysning, projektører)

- Pinollampe aflang lampe med forbindelse i begge ender.
- Telefonlampe
- Halogenpæres og lysstofrørs stiftsokler. Tallet angiver stifternes afstand i mm:
  - G4
  - GU4
  - G8
  - G9
  - GU10
  - G12
  - G13 - almindelig på lysstofrørs ender
  - G23
  - GU24

Derudover findes der en del andre sjældent anvendte sokkeltyper, samt pærer uden sokkel (blot med to ledninger stikkende ud af glaskolben.

## Glødepærevarianter
Glødelampen fremstilles i mange varianter – i spændinger fra ca. 1 volt til flere hundrede volt, og med en optagen effekt fra få milliwatt til flere kilowatt. Fælles for alle glødelamper er den ringe effektivitet, da langt størsteparten af energien omsættes til varme. Et andet minus ved glødelampen er, at tråden på et vist tidspunkt brænder over. Det skyldes det forhold, at det tyndeste sted på tråden har den største elektriske modstand, og dermed afsættes der mere effekt lige der, så tråden bliver varmere, så der fordamper mere materiale, så den bliver tyndere osv...
En del af denne fordampningseffekt forhindres i halogenlamperne, hvor glaskolben er fyldt med en passiv luftart. Det er så muligt at dimensionere glødetråden til en højere temperatur med større lysudbytte som følge.

## Glødepærevarianten – halogenpæren
En halogenpære eller en halogenlampe indeholder en lille del halogengasser (brom eller jod), og kan klare lidt højere glødetrådstemperatur, og den kan derfor afgive op til 13% lys af den tilførte elektriske effekt. Dog typisk kun 4-6%.

## Typisk glødepære lysstrøm
Standard ufarvede glødepærer med E14- eller E27-gevind har følgende sammenhæng mellem effekt og lysstrøm – tabellen kan også anvendes til at finde en passende sparepære eller lysdiodelampe erstatning:
| Glødepæreeffekt (watt) | Lysstrøminterval (lumen) |
| ---------------------- | ------------------------ |
| 100                    | 1.300-1.400              |
| 75                     | 920-970                  |
| 60                     | 700-750                  |
| 40                     | 410-430                  |
| 25                     | 220-230                  |
| 15                     | 90-120                   |